# Triantáfyllos Pasalídis
Triantáfyllos Pasalídis (grec moderne : Τριαντάφυλλος Πασαλίδης), né le 19 juillet 1996 à Thessalonique (Grèce), est un footballeur grec qui évolue au poste de défenseur central à l'US Salernitana.

## Biographie

### En club
Il signe à l'Asteras Tripolis le 14 février 2017, pour quatre saisons. Il joue son premier match officiel le 19 août 2017, contre le PAS Giannina. Il inscrit deux buts en première division grecque avec cette équipe lors de la saison 2017-2018. La saison suivante, il joue un match en Ligue Europa, lors des tours préliminaires.

### En sélection
Avec les espoirs, il participe aux éliminatoires du championnat d'Europe espoirs 2019.
Le 15 mai 2018, il figure pour la première fois sur le banc des remplaçants de l'équipe nationale A, sans entrer en jeu, lors d'un match amical face à l'Arabie saoudite (défaite 2-0).